# Caryoteae
Caryoteae és una tribu de plantes amb flor de la família Arecaceae.

## Característiques
Són palmeres força grans distribuïdes arreu de les zones tropicals.
Les palmeres del gènere Caryota són unes de les poques espècies de palmeres amb fulles bipinnades. La forma de les fulles és característica, amb seccions que tenen forma de cua de peix.

## Taxonomia
Hi ha tres gèneres:
- Caryota
- Arenga
- Wallichia